# Gateway Inc.

A Gateway 2000 logója

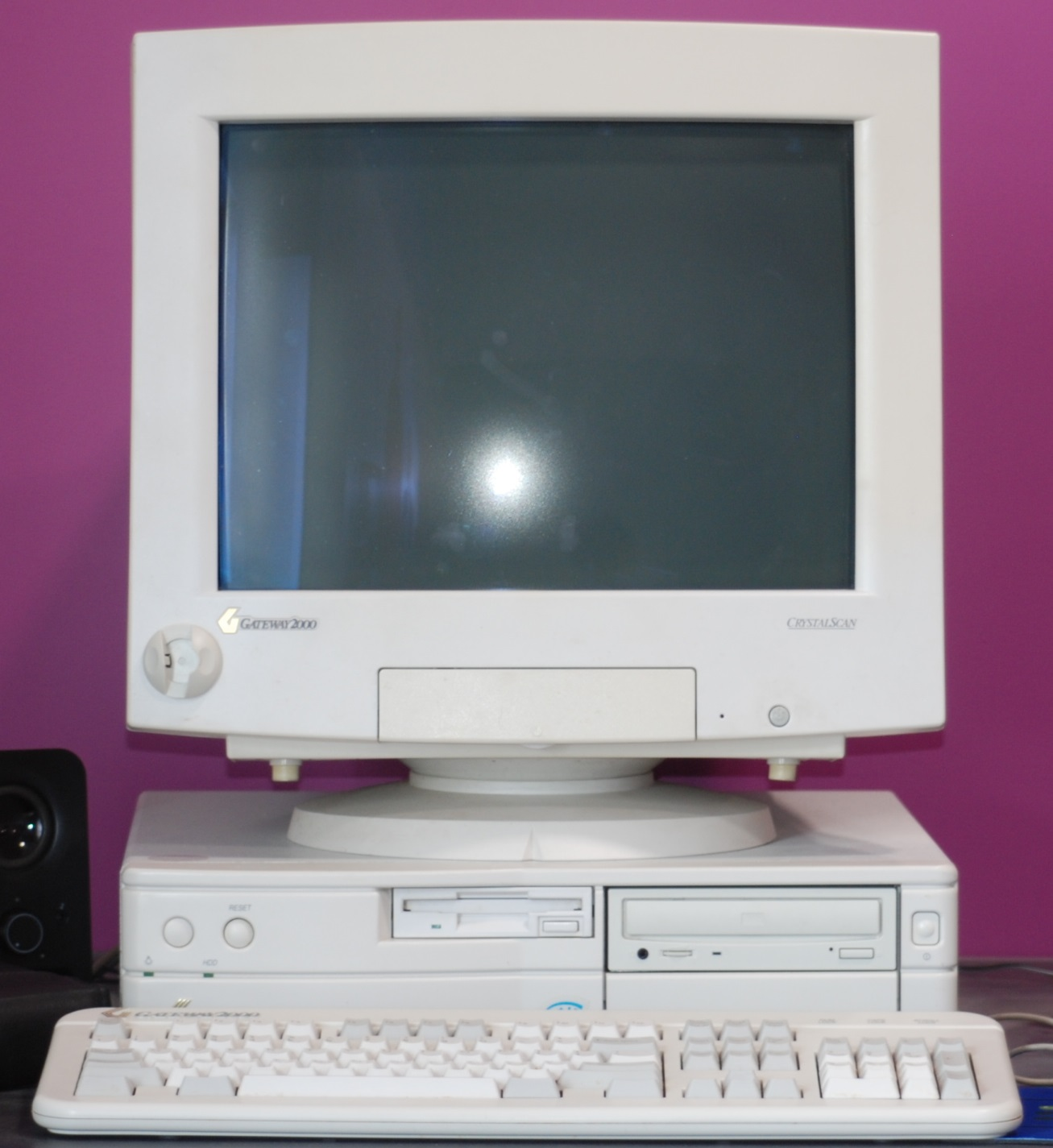
Gateway 2000 asztali PC

A Gateway (korábban: Gateway 2000) amerikai számítógép-hardver/szoftvergyártással, illetve szolgáltatásokkal foglalkozó vállalat volt. 2007 októbere óta az Acer tulajdonában áll.

## Iowától Kaliforniáig
A céget Ted Waitt és Mike Hammond (1961-2015) alapította 1985. szeptember 5-én Iowa államban egy Sioux City-közeli farmon. Az eredeti név Gateway 2000 volt, mely az első PC-k értékesítésével foglalkozó vállalat volt, amely sikerrel alkalmazott közvetlen értékesítési módszereket. A cég tudatos márkaépítést (branding) folytatott 1991-től azzal, hogy Holstein-fríz marha mintázatú dobozokban szállította termékeit (utalás az alapítók mezőgazdasági gyökereire). A Holstein-marha kabbalaállatuk is lett, majd Gateway Country Stores néven farm-stílusú kiskereskedelmi láncot alapítottak, mely üzletek főként külvárosi területeken nyíltak meg Egyesült Államok-szerte. 1989-ben áttették székhelyüket és gyártóüzemüket a közeli szomszédos Dél-Dakota államban lévő North Sioux City-be.
A Gateway papírjait 1993 óta jegyezték a NASDAQ-on és ugyanebben az évben került fel a Fortune 500, azaz az ötszáz legnagyobb árbevételű nyílt részvénytársaság listájára. 1997-től jegyzik részvényeiket a New York-i tőzsdén.
1998 májusában a kaliforniai San Diego La Jolla kerületébe költöztek és ugyanez év október 31-én a cégnévből elhagyták a "2000" tagot, valamint visszafogták a népies jelleget marketingmegjelenéseik során. Még két költözés következett ezután költségcsökkentési okokból, de már Kalifornia államon belül, először 2004-ben Powaybe, majd a jelenlegi székhelyre Irvineba.

## Gateway.net és AOL
A cég korán felismerte az Internetben rejlő üzleti lehetőségeket és saját internetszolgáltatást indított az UUNET internetszolgáltatóval (ISP) együttműködésben "Gateway.net" néven. A cég számítógépeit megvásárlók előtelepítve kapták a csatlakozást felkínáló applikációt, továbbá egy testreszabott Yahoo kezdőlapot, mely hivatkozásokat tartalmazott a Gateway saját weblapjaira. A Gateway.net-nek fénykorában mintegy 600.000 előfizetőt gyűjtött és az első internetszolgáltató volt, melyet PC-gyártó alapított.
1999 októberében aztán az AOL 800 millió dollárért befektetett a Gateway Inc. online üzletágába, a Gateway.net-be 800 millió dollár értékben. Az együttműködés célja ún. "egykapus hozzáférés" kialakítása volt a hardvereszközhöz és az internetszolgáltatáshoz. A megállapodás részeként a Gateway előtelepített szoftveralkalmazásokkal, illetve internetes eszközökkel segítette az AOL internetszolgáltatását. Cserébe az AOL vált a Gateway.net fő internetszolgáltatójává (ISP). Idővel a Gateway visszatért a gyökerekhez, azaz megmaradt PC-gyártónak és előfizetőiket egyre inkább az AOL felé terelték. Ennek a megváltozott stratégiának a jegyében vásárolták vissza a – közben az AOL új tulajdonosa, a Time Warner kezébe került – részvényeiket.

## Amiga felvásárlás és továbbadás
1996. július 24-én az Escom csődöt jelentett és a csődeljárás során, 1997 márciusában a Gateway 2000 szerezte meg az "Amiga Technologies GmbH"-t, illetve az Amiga technológiákhoz kapcsolódó jogokat. 1998 májusában, a londoni "World of Amiga" show-n bejelentették, hogy terveik szerint az év novemberére új AmigaOS változatot fognak kiadni, új grafikus felhasználói felülettel (GUI), továbbá a korábbi Amigás szoftverek operációs rendszerbe integrált emulátor révén történő támogatásával. A Gateway nem kívánt Amiga-hardverrel foglalkozni, hanem szoftveres irányba akarta eltolni a fókuszt. A nagy tervekből végül nem lett semmi, amit a fejlesztésekért felelős Bill McEwen nem tudott elfogadni, így kilépett és megalapította az "Amino Development Corporation" nevű startup fejlesztőcégét. A Gateway 2000 végül ennek a cégnek adta el 1999 decemberében az Amiga védjegyeit és technológiáit, a szoftverlicenszek kivételével és hamarosan ez a cég vette fel másodikként, újra az "Amiga Corp." (lásd még: Amiga Inc.) nevet.

## Utolsó független évek
A Gateway 2002-ben nyitott a fogyasztói elektronikai piac felé Plazma TV-kkel, digitális fényképezőgépekkel, DLP projektorokkal, Wi-Fi routerekkel, MP3 lejátszókkal.
2004 márciusában a Gateway felvásárolta a dél-koreai alsókategóriás PC-gyártót, az eMachines-t.
Annak ellenére, hogy sikerült piaci részesedést szerezni a piacvezetőktől, a rövidtávú profitlehetőségek korlátozottsága és az eMachines felvásárlása utáni erős profitelvárás miatt 2004-ben, az akkori CEO, Wayne Inouye úgy döntött, hogy kivonja a céget erről a szegmensről és külső gyártók elektronikai termékeinek online kiskereskedelmét végzi azóta.
A Gateway az Egyesült Államokban "built-to-order" működésre állt át, azaz véglegesített megrendelés után indul meg az asztali gépek, laptopok, szerverek gyártása. A Tennessee állambeli Nashville-ben megnyitották a "Gateway Configuration Center"-t 2006 szeptemberében, ahol mintegy 400 fő alkalmazott dolgozik. 2007 áprilisa óta a Gateway notebookjai Kínában, míg asztali PC-i Mexikóban készülnek.

## Az Acer leányvállalatként
2007. október 17-én a tajvani Acer sikeresen felvásárolta a Gateway-t.
Az eMachines márka 2013-ban kivezetésre került.
A cég termékeit jelenleg az Egyesült Államokban, Mexikóban, Kanadában, Japánban, Kínában, valamint a dél-amerikai és az ázsiai-csendes-óceáni térségben működő piacokon vezető kiskereskedők, webshopok és terjesztési partnerek útján értékesítik. Európa tehát nincs a márka fókuszában jelenleg.

## Fordítás
- Ez a szócikk részben vagy egészben  a   Gateway, Inc. című angol Wikipédia-szócikk fordításán alapul.  Az eredeti cikk szerkesztőit annak laptörténete sorolja fel. Ez a jelzés csupán a megfogalmazás eredetét és a szerzői jogokat jelzi, nem szolgál a cikkben szereplő információk forrásmegjelöléseként.